# Doktoratsstudium der Medizinischen Wissenschaft
Das Doktoratsstudium der Medizinischen Wissenschaft  dient der Ausbildung der Fähigkeit zur selbständigen medizinisch-naturwissenschaftlichen Forschung. Das Studium wird an verschiedenen Universitäten im deutschsprachigen Raum angeboten und endet mit einem Doktorgrad.

## Situation in Österreich

### Zulassung
Die Zulassung zum Doktoratsstudium der Medizinischen Wissenschaft setzt den Abschluss eines einschlägigen Master- oder Diplomstudiums voraus. Zu diesen zählen Humanmedizin, Zahnmedizin, naturwissenschaftliche Studien oder Informatik, Mathematik, Psychologie, Biomedizinische Technik, Statistik oder Pharmazie mit einer entsprechenden naturwissenschaftlichen Ausrichtung.

### Ablauf
Die Studiendauer beträgt zumindest 6 Semester. Es wird ein Betreuungsvertrag abgeschlossen, der Rechte und Pflichten des Dissertanten und des Betreuers definiert. Während des Studiums müssen neben Lehrveranstaltungen über medizinische, naturwissenschaftliche und forschungsbezogenen Themen eine Dissertation in einem frei gewählten Fachgebiet verfasst und die Ergebnisse der Forschung als Publikation als Erstautor veröffentlicht werden. Die Fachgebiete sind zumeist in Doktoratsschulen gegliedert; das Thema der Dissertation muss mit diesen in nahem Bezug stehen. Die Betreuung muss durch einen habilitierten Universitätslehrer erfolgen; die Bewertung der Dissertation und Abschlussprüfung, das Rigorosum, darf nicht durch den Betreuer oder einer Person des Dissertationskomitees erfolgen. Studiensprache und Prüfungssprache sind Englisch.

### Doktorgrad
Ab 2004, nach dem Ende des Doktorat- und Rigorosenstudiums der Medizin, mussten neue Doktoratsstudien geschaffen werden, um den damaligen zweiten Zyklus des Studiums auf Doktoratslevel abzubilden.  Absolventen des nunmehrigen Diplomstudiums Humanmedizin oder Zahnmedizin wurde anstelle des bereits verliehenen akademischen Grades „Dr. med. univ.“ oder „Dr. med. dent.“ der ergänzte akademische Grad „Doktor der gesamten Heilkunde und der medizinischen Wissenschaft“, abgekürzt „Dr. med. univ. et scient. med.“ bzw. „Doktor der Zahnmedizin und der medizinischen Wissenschaft“, abgekürzt „Dr. med. dent. et scient. med.“ verliehen.
Im Rahmen des Bologna-Prozesses können Doktorgrade von „Dr.“ auf „PhD“ umgestellt werden. Nach PhD-Studienplänen erlangte Doktorgrade im Fach Medizin werden folgendermaßen dargestellt: „Dr. med. univ. Name, PhD“. Manche medizinische Universitäten in Österreich erlauben hier klinische PhD-Studiengänge, während an anderen darunter vor allem Grundlagenforschung verstanden und die Anstellung aus einem Forschungsprojekt – ohne gleichzeitige Einbindung in klinische Tätigkeiten – vorausgesetzt wird.

### Studienmöglichkeit
Das Doktoratsstudium der Medizinischen Wissenschaft kann an den österreichischen Medizinischen Universitäten in Wien, Graz und Innsbruck, sowie der Medizinischen Privatuniversität Paracelsus in Salzburg studiert werden.

## Situation in der Schweiz
Die Universität Bern bietet ein Programm für medizinisch-interessierte Naturwissenschaftler an. Zugang haben alle Absolventen eines naturwissenschaftlichen Diplomstudiums. Nach der Promotion an der medizinischen Fakultät wird der Titel Dr. phil. nat. et sci. med. verliehen. Für Mediziner, die eine Ausbildung in naturwissenschaftlicher Grundlagenforschung anstreben, gibt es die Möglichkeit, ein Doktorat Dr. med. et phil. nat. zu absolvieren. Dieses wird als postpromotionelles Doktoratsstudium oder als kombiniertes Medizin/Naturwissenschaftstudium (MD/PhD) angeboten.
Das interfakultäre Doktorat wendet sich vor allem an Forscher,  die eine Karriere in der akademischen Medizin/Biomedizin einschlagen wollen.

## Situation in Deutschland
Auch in Deutschland besteht an einigen Universitäten die Möglichkeit zur Promotion im Bereich der medizinischen Wissenschaften. So verleihen die RWTH Aachen, die Charité, die Technische Universität Dresden, die Universität Duisburg-Essen, die Universität Halle-Wittenberg, das  Universitätsklinikum Jena,  die Universität Magdeburg, die Universität Münster und die Universität Witten/Herdecke den Titel Dr. rer. medic. sowie die Universität Frankfurt am Main, die Universität Greifswald, die Universität des Saarlandes, die Universität Leipzig und die Universität Marburg den Titel Dr. rer. med., beide jeweils in der Bedeutung eines „Doktors der theoretischen Medizin“, „Doktors der medizinischen Wissenschaften“, „Doktors der Medizinwissenschaften“ oder einer vergleichbaren Bezeichnung. Auch der Dr. sc. hum., verliehen beispielsweise von der Universität Tübingen, der Universität Heidelberg und der Universität Göttingen, sowie der Dr. rer. hum., verliehen von der Universität Rostock, werden oft als „Doktor in Medizinwissenschaften“ bezeichnet, meist jedoch als „Doktor der Humanwissenschaften“. Weitere vergleichbare Titel an verschiedenen Hochschulen sind unter anderem der Dr. biol. hum. beziehungsweise Dr. biol. hom. und der Dr. rer. biol. hum., jeweils meist als „Doktor der Humanbiologie“ bezeichnet, sowie der Dr. rer. physiol. als „Doktor in den biomedizinischen Wissenschaften“ beziehungsweise „Doktor der physiologischen Wissenschaften“.
Die Zugangsvoraussetzungen sind für die entsprechenden Promotionsprogramme grundsätzlich vergleichbar und umfassen neben einem abgeschlossenen Studium in einem natur- oder ingenieurswissenschaftlichen Fach an den meisten Hochschulen eine mehrjährige wissenschaftliche Tätigkeit an der entsprechenden medizinischen Fakultät; auch Mediziner können die Titel erwerben. Unterschiede zwischen verschiedenen Hochschulen bestehen hinsichtlich weiterreichender Anforderungen. So ist an einigen Fakultäten zudem das Bestehen einer Eignungsprüfung, das Absolvieren eines Aufbaustudiums oder der Besuch von ergänzenden Lehrveranstaltungen, wie zum Beispiel eines Kurses in medizinischer Terminologie, Voraussetzung für die Zulassung.
Des Weiteren bietet die Technische Universität München seit einigen Jahren den „Doktor der Medizinischen Wissenschaften“ Dr. med. sci. für Mediziner im Rahmen des strukturierten Promotionsprogrammes „Translationale Medizin“ an, um damit aufwendigere experimentelle medizinische Doktorarbeiten höher anzuerkennen. Außerdem bietet seit 2017 die Goethe-Universität Frankfurt am Main den Titel Dr. med. sci. im Rahmen eines MD/PhD-Studiums an.

## Situation in Liechtenstein
In Liechtenstein bietet die Private Universität im Fürstentum Liechtenstein UFL in Triesen die Möglichkeit zur Promotion in Medizinischer Wissenschaft. Nach Abschluss des dreijährigen akkreditierten berufsbegleitenden Promotionsstudiums wird – wie in Österreich – der Dr. scient. med. verliehen. Zulassung zum Studium erhalten Absolventen eines Diplom- oder Masterstudiengangs in Human-, Zahn- oder Tiermedizin oder Pharmazie sowie von naturwissenschaftlichen oder humanwissenschaftlichen Studiengängen wie Biologie, Sportwissenschaften, Bioinformatik, Biomedizinischer Technik oder Pflegewissenschaft.
Die Forschungstätigkeiten an der UFL sind anwendungsorientiert. Forschungsvorhaben im Rahmen von Dissertationen stehen in engen Zusammenhang mit der beruflichen Tätigkeit.